# Caspar Oleviano
Caspar Oleviano o Caspar Olevianus, Kaspar Olevian, Caspar von der Olewig (Treviri, 10 agosto 1536 – Herborn, 15 marzo 1587) è stato un teologo e predicatore tedesco calvinista; insieme a Zaccaria Ursino è stato ispiratore del Catechismo di Heidelberg.

## Lineamenti biografici
Nato il 10 agosto 1536 a Treviri, si iscrive, dopo aver terminato gli studi al seminario di St. German nel 1549, all'Università di Parigi per lo studio delle Arti, dopodiché studia giurisprudenza a Orléans e Bourges. Nell'estate del 1556, scampato ad un fatale incidente, fa voto di affidare il resto della sua vita alla predicazione dell'Evangelo. Nel 1557, frattanto, diventa Dottore di Diritto civile ed aderisce alla locale comunità protestante ugonotta.
Nel marzo del 1558 si reca a studiare teologia nella Ginevra di Calvino. prosegue i suoi studi teologici nel 1558-1559 a Zurigo con Pietro Martire Vermigli (con il quale condivide l'abitazione) e con Heinrich Bullinger. Dopo essere stato a Losanna, dove conosce Teodoro Beza, ritorna a Treviri.
Il 19 giugno 1559 viene nominato docente di discipline filosofiche ed insegna la dialettica di Melantone. Nell'università, il 10 agosto 1559, giorno di S. Lorenzo, pronuncia un discorso accademico che suscita sia consenso sia vigorosa opposizione per avervi apertamente proposto le idee della Riforma protestante. Il Consiglio della città gli vieta ulteriori predicazioni. Predica però nella cappella dell'ospedale di San Giacomo, dove suscita grande entusiasmo fra il pubblico e adesioni alla causa della Riforma, fra cui anche il borgomastro della città, Johann Steuss. Lo stesso Consiglio, però, gli vieta ulteriormente di predicare, temendo la reazione delle autorità cattoliche. L'Arcivescovo della città chiede che Oleviano venga arrestato, ma il Consiglio respinge la richiesta, facendosi forte delle tradizionali libertà che la città gode, grazie al suo principe elettore.
Nel frattempo, anche con il suo contributo, cresce il numero degli aderenti alla locale comunità evangelica, costituita il 21 agosto 1559, che il Consiglio legittima e protegge in forza del trattato di Augusta sulla libertà religiosa..
Dopo che la componente cattolica del Consiglio riesce a far arrestare Oleviano insieme a Flinsbach, altro predicatore evangelico, il principe elettore del Palatinato, Federico III, il 16 ottobre chiede il rilascio dei prigionieri, ottenendo solo quello del Flinsbach il 1º novembre. Il 27 ottobre, raggiunge la città una delegazione dei sei principi protestanti e tratta con l'arcivescovo locale la liberazione pure di Oleviano. Il 23 dicembre 1559 riescono pure a liberarsi delle imbarazzanti procedure penali contro i protestanti, ma Oleviano, insieme ad 80 famiglie protestanti, devono lasciare Treviri.
Oleviano entra così in servizio nel Palatinato nel "Collegium Sapientiae", l'università locale. Guadagna la fiducia di Federico III. L'8 luglio 1561 viene chiamato ad insegnare teologia. Nell'estate del 1562 diventa pastore della locale comunità di San Pietro e poi di quella dello Spirito Santo. È in questo contesto che contribuisce alla transizione del Palatinato dalla forma di governo della chiesa e teologia luterana a quella riformata. Non partecipa, però, alla redazione del Catechismo di Heidelberg. Nel 1564 prende parte come delegato del Palatinato al Colloquio di Maulbronn. Si oppone all'introduzione nel catechismo delle idee di Mattia Flacio Illirico e Johannes Marbach. Nel 1570 Oleviano è la forza trainante nell'introduzione nel Palatinato del sistema ecclesiastico presbiteriano. Si oppone alle idee di Erasto che vorrebbe favorire una più grande influenza dello Stato sulla Chiesa, come avveniva a Zurigo.
Quando viene modificata la Confessione di fede del Palatinato nel 1576/77, Oleviano viene sollevato da tutti i suoi incarichi e messo agli arresti domiciliari. Nel marzo del 1577 il principe Ludovico I di Sayn-Wittgenstein lo chiama come proprio tutore e predicatore di corte. Nel 1584 Oleviano diventa il primo pastore evangelico in Herborn e professore di teologia sulla base delle raccomandazioni date dall'Accademia.
Muore il 15 marzo 1587.

## Opere
Come teologo dogmatico Caspar Oleviano riprende e sviluppa la teologia di Heinrich Bullinger sul patto federale e ne fa la sua opera principale: De substantia foederis gratuiti inter Deum et electos (1585). A differenza dei suoi maestri Calvino e Bullinger, Oleviano scrive poche opere esegetiche limitandosi a commentare le epistole paoline.